# تاد کارتی
تاد کارتی (به انگلیسی: Todd Carty) (زادهٔ ۳۱ اوت ۱۹۶۳) بازیگر ایرلندی است.
از فیلم‌های معروف او می‌توان به بازی در فیلم کرول اشاره کرد.